# مطار حليم بيردانكوسوما الدولي
مطار حليم بيردانكوسوما الدولي (بالإندونيسية: Bandar Udara Internasional Halim Perdanakusuma)(إياتا: HLP، إيكاو: WIHH) هو مطار دولي يقع في جاكرتا عاصمة إندونيسيا. يقع المطار في شرق جاكرتا ويتم ربط المطار بقاعدة حليم بيرداناكوسوما التابعة للقوات الجوية الإندونيسية.
بصرف النظر عن الرحلات الجوية التجارية المجدولة، يستخدم هذا المطار أيضًا لأغراض عسكرية وخاصة ورئاسية. يستخدم المطار لطيران الشركات مع كثرة وصول ومغادرة طائرات الشركات على الصعيدين المحلي والدولي. استخدم حوالي 5.6 مليون مسافر المطار في عام 2016.

## التاريخ
أخذ المطار اسمه من نائب المارشال الجوي حليم بيردانكوسوما، وهو طيار إندونيسي. المطار الآن قاعدة لعدد كبير من شركات الطيران التوربينية، وطيران الميثاق، وشركات الطيران العام. كما يعد المطار قاعدة رئيسية للقوات الجوية التابعة للقوات الجوية الإندونيسية، وهي موطن لمعظم أسرابها الرئيسية، مثل السرب الحادي والثلاثين والسرب الـ 17 لكبار الشخصيات.
في ستينيات القرن العشرين، كان يعرف المطار باسم قاعدة حليم بيردانا كوسوما للقوات الجوية، وقبل ذلك كان يعرف باسم مطار تجيليليتان أو مطار تجيليليتان.
كمطار مدني، كان حليم بيرداناكوسوما أحد المطارات الرئيسية في المدينة إلى جانب مطار كيمايوران، حتى افتتاح مطار سوكارنو هاتا الدولي في تانجيرانج في عام 1985. وحتى ذلك الحين كان يخدم المطار جميع الطرق الدولية المتجهة إلى جاكرتا، في حين أن مطار كيمايوران يتعامل مع الرحلات الداخلية فقط. إغلاق كيمايوران في عام 1985 كان يعني أن مطار حليم سيكون بمثابة مطار ثانوي لجاكرتا، وغالبًا ما يتعامل مع الرحلات الجوية المستأجرة، والطيران العام، وقاعدة مدارس الطيران لمدة 29 عامًا. في التسعينيات من القرن الماضي أصدرت المديرية العامة للطيران المدني تفويضًا بأن يقوم مطار حليم بتقديم رحلات غير مجدولة، بالإضافة إلى رحلات مجدولة بطائرات تقل عن 100 مسافر.
لتخفيف الازدحام عن مطار سوكارنو هاتا، أعلنت هيئة مطار حليم أنها ستوفر 60 رحلة طيران في الساعة للرحلات المجدولة، ولأول مرة استخدم حجاج الحج 2013 هذا المطار. منذ عام 2014 خدم المطار الرحلات الداخلية المجدولة بسعة تصل إلى 2.2 مليون مسافر سنويًا من حوالي 200.000 مسافر في عام 2013.
تم تخطيط قطار سريع لربط المطارين. كانت شركة باتك للطيران أكبر مستخدم للمطار، حيث حصلت على 32 منفذًا من 74 منفذًا متاحًا لجميع شركات الطيران يوميًا.

## المحطات

### محطة الركاب
هذه المحطة تخدم جميع الرحلات المغادرة والقادمة. تبلغ مساحة المحطة حوالي عشرة آلاف متر مربع فقط.

### المحطة الرئاسية
يتم استخدام هذه المحطة من قِبل رئيس جمهورية إندونيسيا وغيره من رحلات كبار الشخصيات المحلية والدولية، بما في ذلك رحلات الزيارات الرسمية.

## شركات الطيران والوجهات

### الركاب
| شركـات طيـران | الوجهات |
| ------------- | --- |
| Batik Air     | Balikpapan، Bandar Lampung، Bengkulu، مطار نغوراه راي الدولي، Makassar، Malang، مطار كوالانامو الدولي، Padang، مطار السلطان محمود بدر الدين الثاني الدولي، Pekanbaru، مطار ساماريندا الدولي، مطار أحمد ياني الدولي، Solo، مطار جواندا الدولي، Yogyakarta–International |
| سيتي لينك     | Cepu، مطار نغوراه راي الدولي، Malang، مطار كوالانامو الدولي، Padang، مطار السلطان محمود بدر الدين الثاني الدولي، Pekanbaru، مطار أحمد ياني الدولي، Silangit، Solo، مطار جواندا الدولي، Yogyakarta–Adisutjipto                                                          |

### الشحن
| شركـات طيـران       | الوجهات                         |
| ------------------- | ------------------------------- |
| Asia Cargo Airlines | Balikpapan، مطار شانغي سنغافورة |
| Cardig Air          | Balikpapan، مطار شانغي سنغافورة |

## قاعدة حليم بيرداناكوسوما الجوية
إلى جانب كونه مطارًا لرحلات الطيران التجارية، فإن مطار حليم بيرداناكوسوما مرتبط أيضًا بقاعدة حليم بيرداناكوسوما الجوية التابعة للقوات الجوية الإندونيسية التابعة لقيادة عمليات القوات الجوية الأولى (كوماندو أوبراسي أنجكاتان أودارا 1) المسؤولة عن القسم الغربي من المجال الجوي الإندونيسي.
القاعدة الجوية هي موطن لخمسة أسراب من القوات الجوية الإندونيسية ومقر قيادة عمليات القوات الجوية الأولى. بخلاف ذلك تشغل القاعدة أيضًا أكثر من عشرين وحدة أخرى من القوات المسلحة الإندونيسية مثل مقر قيادة تعليم القوات الجوية (ماكوديكاو) ومقر قيادة الدفاع الجوي الوطني (ماكوهانودناس) ومقر قيادة قيادة الدفاع الجوي الوطنية 1 (ماكوسكيك)، وخدمة المسح الجوي والتصوير الفوتوغرافي، والخدمة النفسية لسلاح الجو، ومستشفى إسناوان أنتريكسا للقوات الجوية. وفقًا لشهر فبراير 2018 تتم إدارة القاعدة الجوية من قبل شركة قوات كومودور إم توني هارجونو إس إي.

## الحوادث
- في 24 يونيو 1982: قامت شركة الخطوط الجوية البريطانية الرحلة رقم 9 وهي من طراز بوينج 747-200 بالهبوط الاضطراري في مطار حليم، بعد أن واجهة سحابة من الرماد البركاني المنطلق من ثوران جبل جالونجونج، مما تسبب في فشل جميع المحركات الأربعة. قام الطاقم بتحويل الطائرة إلى جاكرتا وهبطت بسلام.
- في 21 يونيو 2012: تحطمت طائرة تابعة للقوات الجوية الإندونيسية فوكر F-27 عند الهبوط واصطدمت بمجمع سكني بالقرب من مطار حليم.[10]
- في 4 أبريل 2016: اصطدمت طائرة رحلة 7703 من طيران باتك وهي من طراز بوينغ 737 بطائرة ترانس نوسا 42 من نوع إيه تي آر 42 أثناء تحركها داخل المطار. قمة جناح الطائرة من طراز بوينج 737 قطعت ذيل طائرة إيه تي آر 42. اشتعلت النيران في قمة الجناح من طراز بوينج 737 لكن سرعان ما تم إخمادها، ولا أحد على متن الطائرة قتل.[11]